# 알바니아 문학
다음은 알바니아 문학에 관한 설명이다.
알바니아인(人)은 고대에는 발칸 지방의 선주민(先住民)으로서 세력도 있었던 인구어계(印歐語系)의 일류리아인의 후예이다. 기원전 4세기경에는 왕국도 수립했으나 그 후에는 로마제국, 고트족(族), 동로마제국, 슬라브족, 베네치아, 터키 등 차례로 이민족과 여러 외국의 지배를 받아 1912년 독립할 때가지 실로 천년 이상에 걸친 예속의 시대를 보냈다. 알바니아인이 문화적으로 각성하고 문학활동을 시작한 것은 15세기경부터이며, 15세기의 문헌은 때마침 벌어진 터키 침략으로 거의 소실되었다. 16-17세기에는 터키 침략의 재난을 피해 남이탈리아로 이주했던 알바니아인과 알바니아 남부의 그리스 정교 성직자들에 의해 문학이 발달했으나 종교문헌이 대부분이다. 18세기에는 페르시아 및 터키의 동방문학 영향을 받은 시인들이 등장하여 연애나 자연을 구가하고 세속문학의 발전을 촉구했다. 대표적 시인에는 주코 캄베리(생몰연대 미상)가 있으며, 유르 바리보바(1725-1762)의 장시 <성처녀의 일생>(1762)이 유명하다. 19세기 후반부터 터키 지배에 대한 저항이 시작된다. 각지에 학교가 개설되고 모국어의 교육이 성행하며 민요 및 구전문(口傳文)이 수집되고 민족의식의 앙양과 함께 낭만주의 문학이 생겨났다. 근대 알바니아 문학 개척자는 나임 프라셰리(1846-1900)로서 알바니아의 자연과 민족에 대한 찬가인 전원서사시 <목축과 농경>(1886)을 써서 국민시인으로 존경받았다. 또한 시집 <여름의 꽃들>(1890), 15세기 알바니아의 국민적 영웅을 노래한 서사시 <스칸데르베그 이야기>(1896)로 애국정신을 부르짖어 터키에 대한 해방 투쟁의 선구가 되었다. 프라셰리와 맞먹는 애국시인으로 안톤 자코 챠유피(1866-1930)가 있다. 20세기 초엽까지의 알바니아 문학의 중심을 이루는 것은 조국애를 기조로 하는 시라고 하겠다. 그 밖의 문장 장르는 뒤졌으나 희곡 영역에서는 에타헴 하지아데미(1920- )가 몇 개의 사극을 썼고 서정시인 계르기 피시타(1871-1940)도 산문으로 된 종교극을 썼다.산문에서는 <해방자들>(1952-1954)을 쓴 지미타르 슈테리키(1915- ), <빵>(1951)의 작자 지니 사코(1912- ) 등이 있다.

## 같이 보기
- 알바니아어
- 알바니아 국립도서관
- 알바니아인